# Beatrice Merlo
Beatrice Merlo (* 23. Februar 1999 in Mailand) ist eine italienische Fußballspielerin.

## Karriere

### Klub
Bis Sommer 2018 war Merlo bei Femminile Inter Milano aktiv. Nachdem in jenem Sommer Inter Mailand die Rechte an der Mannschaft gekauft hatte, spielt sie seitdem hier.

### Nationalmannschaft
Mit der U17 nahm sie an der Weltmeisterschaft 2014 teil und erreichte mit ihrem Team das Halbfinale. Später folgte noch die Teilnahme an der Europameisterschaft 2016. Im selben Jahr ging es für sie bei der U19 weiter, mit dieser folgte noch einmal eine Teilnahme an der Europameisterschaft 2018. Im November 2019 kam sie erstmals für die U23 zum Einsatz.
Ihr Debüt für die A-Nationalmannschaft gab sie am 10. April 2021 bei einem 1:0-Freundschaftsspielsieg über Island. Dort wurde sie zur 86. Minute für Angelica Soffia eingewechselt.